# Buaran Mangga
Buaran Mangga is een bestuurslaag in het regentschap Tangerang van de provincie Banten, Indonesië. Buaran Mangga telt 3808 inwoners (volkstelling 2010).